# Kureczka czarna
Kureczka czarna (Zapornia flavirostra) – gatunek ptaka z rodziny chruścieli (Rallidae). Szeroko rozprzestrzeniony w Afryce na południe od Sahary. Jest wszystkożerna; odżywia się przede wszystkim bezkręgowcami wodnymi, kijankami, rybami, płazami na przykład p. bezogonowymi, pisklętami czapli, częściami roślin wodnych i nasionami roślin z rodziny wiechlinowatych, a także padliną. IUCN klasyfikuje kureczkę czarną jako gatunek najmniejszej troski (LC – Least Concern). Obecnie większość autorów klasyfikuje ją w rodzaju Zapornia, wcześniej zaliczano ją do Amaurornis lub Porzana albo też do monotypowego rodzaju Limnocorax.

## Taksonomia

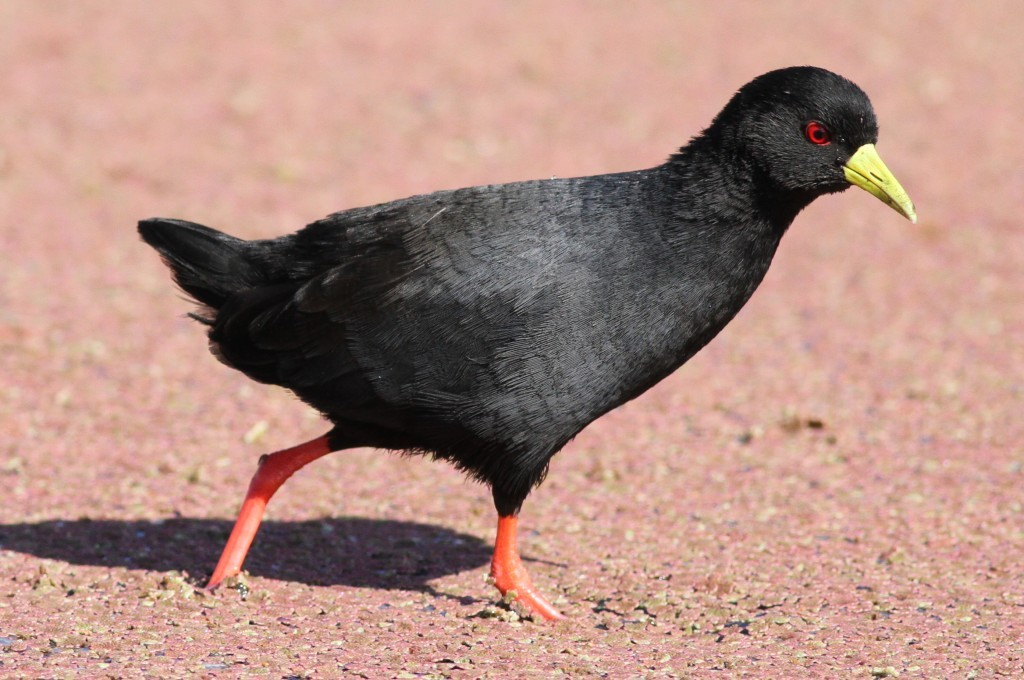
Ptak sfotografowany w Marievale Nature Reserve, Gauteng (RPA)

Gatunek ten po raz pierwszy zgodnie z zasadami nazewnictwa binominalnego opisał w 1789 roku Johann Friedrich Gmelin w 13. edycji linneuszowskiego Systema Naturae. Autor nadał gatunkowi nazwę Rallus niger, a opisał go wyłącznie w oparciu o wcześniejszy (1785) opis Lathama, który nadał gatunkowi zwyczajową angielską nazwę Black Rail. William Swainson uznał, że opis Lathama nie pozwala jednoznacznie zidentyfikować gatunku i opisał kureczkę czarną na nowo pod nazwami zastępczymi – w 1836 roku Rallus carinatus, a rok później Gallinula flavirostra. W literaturze generalnie przyjęła się ta druga nazwa, choć do lat 30. XX wieku niektórzy autorzy nadal stosowali kombinacje nazwy niger Gmelina. Holotyp Swainsona pochodził z Senegalu. Kureczkę czarną klasyfikowano w rodzaju Porzana lub też Amaurornis (jak ma to miejsce w HBW) ze względu na podobną anatomię szkieletu, wydzielano dla niej także monotypowy rodzaj Limnocorax. Ptak ten tworzy nadgatunek z pokrewną, endemiczną kureczką madagaskarską (Z. olivieri).
Obecnie IOC nie wyróżnia podgatunków (tzw. gatunek monotypowy), podobnie jak HBW oraz lista ptaków świata opracowywana przez BirdLife International z autorami HBW.
Zapomniany, domniemany okaz odłowiony w 1895 roku na Maderze (okolice miasta Funchal) po analizie Matiasa okazał się samcem kokoszki małej (Paragallinula angulata).

### Etymologia nazwy
Autorzy polskiej Kompletnej listy ptaków świata nazwali tego ptaka „kureczką czarną” ze względu na charakterystyczne czarne upierzenie. Jednak nazwa naukowa tego ptaka znaczeniowo różni się od polskiej. Nazwa rodzaju Zapornia to anagram nazwy rodzaju Porzana (kureczka, kropiatka). Natomiast epitet gatunkowy flavirostra oznacza „żółtodzioba”, od flavus – „żółty” i rostrum – „dziób”. Rodzaj Amaurornis, do którego kureczka czarna była zaliczana, oznacza „ciemny ptak” od gr. αμαυρος amauros „ciemny” i ορνις ornis, ορνιθος ornithos „ptak”. Za to Limnocorax to połączenie greckich słów λιμνη limnē – bagno i  κοραξ korax, κορακος korakos – kruk od κρωζω krōzō – rechotać. W języku angielskim nazywana jest oficjalnie „Black crake”, a w języku afrikaans jest nazywana „Swartriethaan”.

### Filogeneza
Filogeneza z roku 2020 obrazuje pokrewieństwo niektórych chruścieli. Zastosowanie najnowocześniejszych technik analiz molekularnych wraz z szerokim próbkowaniem taksonomicznym dostarczyło wielu informacji na temat filogenetyki Rallidae. Relacje między kilkoma liniami chruścieli pozostają nierozwiązane. Naukowcy przeanalizowali zestaw 393 loci z 63 gatunków, reprezentujących około 40% istniejącej różnorodności rodzinnej. Według tej pracy Zapornia flavirostra wydaje się być kladem bazalnym dla innych przedstawicieli Zapornia: Zapornia fusca oraz Zapornia parva (były to jedyne gatunki z rodzaju Zapornia uwzględnione w badaniach), co obrazuje poniższy, uproszczony kladogram z pracy Garcia et al.:
|  | Z. flavirostra                                        |
|  |                                                       |
|  | \| \| Z. fusca \| \| \| \| \| \| Z. parva \| \| \| \| |
|  |                                                       |
|  | Z. fusca                                              |
|  |                                                       |
|  | Z. parva                                              |
|  |                                                       |

|  | Z. fusca |
|  |          |
|  | Z. parva |
|  |          |

Według niektórych badań genetycznych Z. flavirostra i Z. olivieri powinny być jednak przeniesione do rodzaju Limnocorax.

## Występowanie
Jeden z najszerzej rozprzestrzenionych chruścieli (Rallidae) Afryki. Jego zasięg rozciąga się od Sahelu do Kraju Przylądkowego, od poziomu morza do wysokości 3000 m n.p.m.
Jest to ptak raczej osiadły, choć niektóre populacje migrują. Populacje z północnej Ghany, Nigerii, Sahelu i Sudanu, gdy nadejdzie pora sucha, kierują się na południe, często do Zimbabwe oraz północno-wschodniej Afryki, gdzie tymczasowo osiedlają się na terenach podmokłych. Podobnie jak inne chruściele, dla bezpieczeństwa podejmuje wędrówki nocą (obserwacje z Kenii). Niekiedy podczas przylotów z „zimowania” ptaki mogą być bardzo hałaśliwe, co może się wiązać z nadchodzącym okresem lęgowym.
Na niektórych terenach sympatrycznie występuje z większym wodnikiem afrykańskim (Rallus caerulescens).

## Identyfikacja
Długość ciała od 19 do 23 cm, masa ciała znacząco różni się w ciągu roku, zwykle oscyluje w granicach 78–118 g u samców i 70–110 g u samic.
Dość mały, pulchny, czarniawy ptak wodny. Posiada czerwonawe oczy (podobnie jak obwódka oczna) i różowe nogi. Ogółem podobna do swego madagaskarskiego krewniaka, ale jej podbrzusze wydaje się być jaśniejsze niż u Z. olivieri. Brak dymorfizmu płciowego w upierzeniu. Ptaki młodsze lub nie rozmnażające się mają ciemniejsze nogi i dziób oraz brunatne ubarwienie, ich podgardle jest białawe, głowa razem z szyją i brzuchem szarawo-popielate, młodziki (juv.) są brązowe, a ich dzioby wydają się być czarne, choć w rzeczywistości przechodzą w ciemną zieleń, nogi czarniawe lub ciemnoczerwone.

### Głos
Pary poszczególnych osobników wydają charakterystyczny odgłos: jeden z ptaków wydaje zgrzytliwy głos tj. „krook-kraaa”, po tym dołącza do pieśni głos drugiego ptaka, zwykle jest to miękkie mruczenie. Inny charakterystyczny odzew kureczki czarnej to dziwne, świszczące popiskiwania, jak “cziiił-t-t-t-t triiił, t-t-t-t-t-triiił”. Czasem do tych odgłosów dołączają inne osobniki z grupy; wtedy wszystkie osobniki mogą przykucnąć w małym kole i śpiewać, opuszczając głowę. Alarmują siebie natomiast ostrym „czip”, komunikują się między sobą zmiękczonym „pu” lub „bup”. Inne źródła wymieniają także dźwięki podobne do tych u gołębiowatych tzn. „kukanie” tj. „kuu-krr-KUU”.

## Ekologia

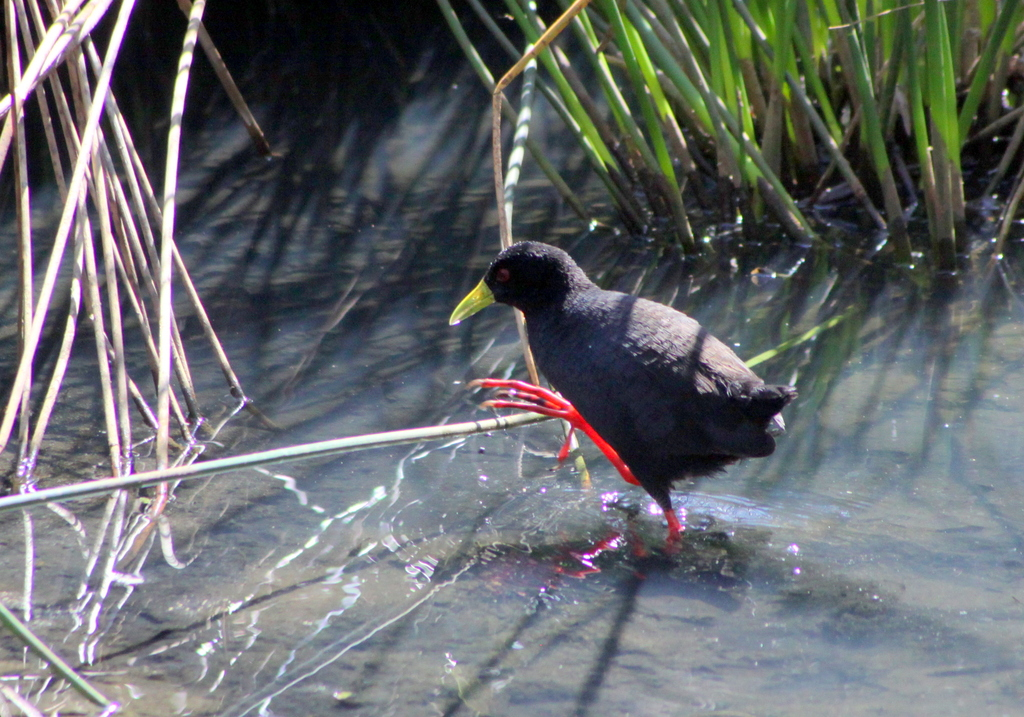
W poszukiwaniu pokarmu kureczka czarna brodzi w wodzie i wypatruje drobnego pokarmu

Podobnie jak większość innych kureczek ptak ten chodzi z opuszczoną głową, poszukując i zbierając owady, materię roślinną i inne pożywienie.

### Środowisko
Zasiedla wszelkie tereny podmokłe, ale także estuaria i sztuczne zbiorniki wodne. Na tych terenach często występuje zmodyfikowana flora, gdzie opisywany gatunek może znajdować pokarm, gnieździć się i przemieszczać. Można tu znaleźć wszelkie zarośla papirusu (Cyperus), wiechlinowatych (Poaceae), krzewów, szuwaru, turzycy (Carex) blisko wody. Na terenach otwartych chętnie zasiedla bogate w trawy bagna, zaś w lasach zamieszkuje błotne, zamulone zbiorniki z licznymi roślinami. Równie często spotykana blisko jezior i innych stojących zbiorników wodnych bogatych w rośliny wodne np. z rodzaju Nymphaea. Ten dość ciekawski śmiały gatunek czasem potrafi znacznie oddalić się od zbiorników wodnych, przyzwyczajone do obecności człowieka niektóre osobniki potrafią jeść człowiekowi pokarm „z ręki” np. pokarm dla ryb lub kaczek.

### Pożywienie
Kureczka ta aktywna jest za dnia, szczególnie po deszczu. Wszystkożerna; pokarmem tego ptaka są pierścienice, mięczaki, skorupiaki, imagines i larwy owadów, małe rybki, kijanki i żaby, odżywia się także pokarmem roślinnym jak nasiona i części roślin wodnych. Plądruje gniazda innych ptaków np. czaplowatych (Ardeidae) lub wikłaczowatych (Ploceidae; według BirdLife International Ploceus), chwyta wtedy jaja i pisklęta. Poza takimi atakami ptak ten zabija inne małe ptaki (np. wróblowe), które wpadły do specjalnych siatek służących do łapania i następnie obrączkowania przez ornitologów (ang. mist net). Chętnie pożywia się także padliną krabów albo raków. Czasem też towarzyszy dużym ssakom, jak guźcom pustynnym (Phacochoerus aethiopicus) lub hipopotamom nilowym (Hippopotamus amphibius), wyjada ektopasożyty z ich skóry i sierści.
Bosque donosi, że w 2001 roku w Parku Narodowym Serengeti obserwował kureczkę czarną pijącą krew hipopotama. Wcześniej dwa hipopotamy stoczyły ze sobą walkę, tym samym się raniąc. Po ich walce do jednego z nich podeszła kureczka i 3 bąkojady czerwonodziobe (Buphagus erythrorynchus), wszystkie ptaki zaczęły pożywiać się krwią z otwartych ran ssaka. W przypadku kureczki czarnej zachowanie to może wynikać z oportunizmu tego gatunku.

### Rozmnażanie

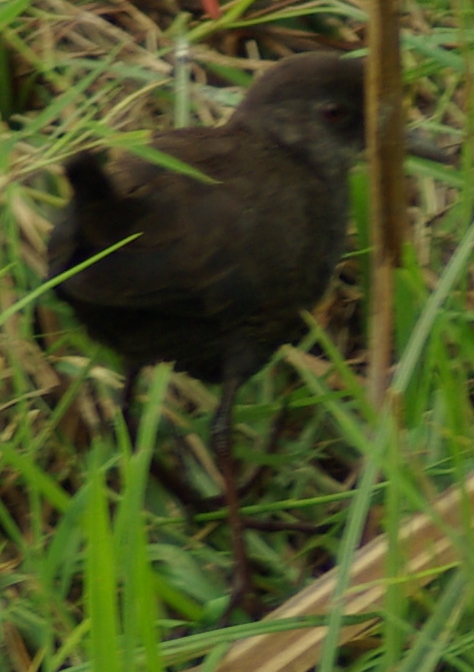
Chowający się młody osobnik

W sprzyjających warunkach lęgi mogą się odbywać przez cały rok, zwykle jednak wraz z nadejściem pory deszczowej. Sezony lęgowe w poszczególnych krajach mają się następująco: w Senegalu i Gambii rozmnaża się od grudnia do marca, od maja do czerwca oraz w sierpniu i wrześniu; na terenach Sierra Leone ptaki te lęgną się w styczniu, marcu, październiku i grudniu; w Liberii odnotowano gody tylko w listopadzie; w Ghanie w czerwcu, choć pisklęta stwierdzono też w marcu; w Nigerii w styczniu z przerwami do czerwca oraz od sierpnia do listopada; w Gabonie w marcu i lipcu; w Zairze niemal przez cały rok; dla terenów Darfuru HBW podaje wyłącznie październik; w Etiopii od kwietnia do października; w Burundi tylko w marcu; w Ugandzie i na niektórych terenach Kenii przez cały rok (ze wzrostami między kwietniem a listopadem; w Malawi od marca do maja oraz od lipca do września, a nawet w grudniu; w środowisku Mozambiku okres przypada na maj i czerwiec; w Zimbabwe zwykle przez cały rok; w Botswanie od sierpnia do października; w Południowej Afryce od sierpnia do maja następnego roku.
Ptaki monogamiczne, terytorialne w okresie lęgów. Gniazdo to czarka zbudowana z roślin, zbudowana na kondygnacjach traw lub trzciny, często gniazdko położone jest 20–50 cm nad wodą, choć czasem niektóre pary mogą budować gniazda prosto na wodzie bądź przy brzegu, na ziemi, albo 3 m nad ziemią na krzewach lub drzewach, aby gniazdo nie utonęło. Całkowita długość gniazda waha się w przedziale od 10 do 30 cm, a głębokość od 8 do 18 cm. Obie płcie budują gniazdo, czasem pomagają w tym młodsze osobniki z poprzedniego lęgu. Dodatkowo, aby zabezpieczyć się przed drapieżnikami, samiec dobudowuje w okolicy kilka innych gniazd. Samica zwykle składa 3 jaja, choć zdarza się, że od 2 do 6; odnotowano przypadek, gdzie dwie samice złożyły 6 i 4 jaja do jednego gniazda. Inkubacja trwa 13–19 dni, udział w tym biorą samiec i samica, chociaż może im pomagać także młodzież.
Klucie się piskląt przebiega asynchronicznie. Pisklęta są czarne, mają różowy dziób, a nogi w kolorze łupkowoszarym. Są zagniazdownikami, opuszczają gniazdo dzień – 3 dni po wykluciu. Same się żywią, lecz czasem proszą o pokarm rodziców i starsze rodzeństwo. Po osiągnięciu roku są zdolne do rozrodu. Jeśli ptaki rozmnażają się w grupie, młodziki mogą w tych grupach pozostać do 16. miesiąca życia.

## Status
Międzynarodowa Unia Ochrony Przyrody (IUCN) razem z BirdLife International uznaje kureczkę czarną za gatunek najmniejszej troski (LC – Least Concern). W 2023 roku organizacja Wetlands International szacowała liczebność populacji na wolności na około 1 000 000 osobników, zaś jej trend oceniła jako stabilny. Zagrożeniem dla ptaka w małym stopniu jest człowiek: w Malawi nielicznie jest łapana jako pokarm, a w Nigerii poławiana do tradycyjnej medycyny.